# Palazzo Specchi

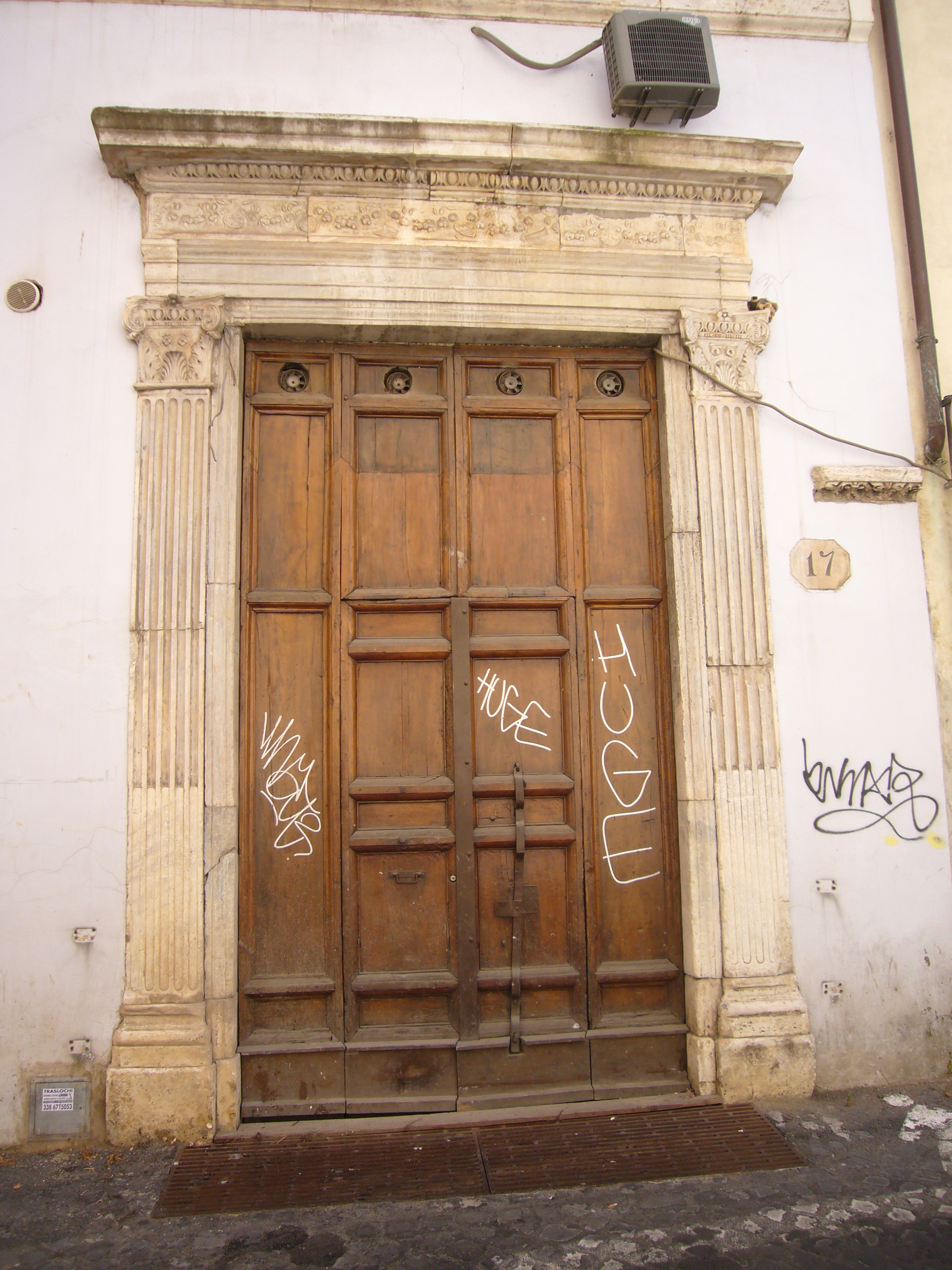
Portal do palácio na Via degli Specchi.

Palazzo Specchi é um palácio localizado no número 17 da Via degli Specchi, no rione Regola de Roma.

## História
O nome da Via degli Specchi, que liga a Piazza Benedetto Cairoli à Piazza del Monte di Pietà, deriva da família Specchi, proprietária do palácio e cujo membro mais famoso foi, certamente, Alessandro Specchi (1668-1729), um gravador e arquiteto que foi autor de várias obras famosas, como a Scalinata di Spagna, o Palazzo De Carolis, o Palazzo Del Gallo di Roccagiovine e da Scuderie del Quirinale. A fachada se abre num belo portal arquitravado e flanqueado por duas lesenas em estilo coríntio e por quatro pequenas janelas emolduradas. Duas cornijas marcapiano em mármore separam os dois pisos seguintes, ao longo dos quais se abrem seis janelas emolduradas e arquitravadas; no segundo piso, portas-janelas com uma grade baixa. O ático acima do beiral é do século XIX.